# Alans Amirovs
Alans Amirovs (3 maggio 1996) è un lottatore lettone, specializzato nella lotta libera. Agli europei di Varsavia 2021 ha vinto la medaglia di bronzo nel torneo dei 79 chilogrammi.

## Palmarès
| Anno | Manifestazione   | Sede      | Evento | Risultato | Note |
| ---- | ---------------- | --------- | ------ | --------- | ---- |
| 2013 | Europei cadetti  | Antivari  | 63 kg  | 11º       |      |
| 2013 | Mondiali cadetti | Zrenjanin | 63 kg  | 26º       |      |
| 2016 | Europei          | Riga      | 70 kg  | 12º       |      |
| 2018 | Europei          | Kaspijsk  | 79 kg  | 11º       |      |
| 2018 | Europei U23      | Istanbul  | 79 kg  | 15º       |      |
| 2019 | Mondiali U23     | Budapest  | 74 kg  | 15º       |      |
| 2021 | Europei          | Varsavia  | 79 kg  | Bronzo    |      |